# Ischnocnema lactea
Ischnocnema lactea är en groddjursart som först beskrevs av Miranda-Ribeiro 1923.  Ischnocnema lactea ingår i släktet Ischnocnema och familjen Brachycephalidae. IUCN kategoriserar arten globalt som livskraftig. Inga underarter finns listade i Catalogue of Life.